# GCH1
GCH1 (англ. GTP cyclohydrolase 1) – білок, який кодується однойменним геном, розташованим у людей на короткому плечі 14-ї хромосоми. Довжина поліпептидного ланцюга білка становить 250 амінокислот, а молекулярна маса — 27 903.
| 10         |  | 20         |  | 30         |  | 40         |  | 50         |
| ---------- |  | ---------- |  | ---------- |  | ---------- |  | ---------- |
| MEKGPVRAPA |  | EKPRGARCSN |  | GFPERDPPRP |  | GPSRPAEKPP |  | RPEAKSAQPA |
| DGWKGERPRS |  | EEDNELNLPN |  | LAAAYSSILS |  | SLGENPQRQG |  | LLKTPWRAAS |
| AMQFFTKGYQ |  | ETISDVLNDA |  | IFDEDHDEMV |  | IVKDIDMFSM |  | CEHHLVPFVG |
| KVHIGYLPNK |  | QVLGLSKLAR |  | IVEIYSRRLQ |  | VQERLTKQIA |  | VAITEALRPA |
| GVGVVVEATH |  | MCMVMRGVQK |  | MNSKTVTSTM |  | LGVFREDPKT |  | REEFLTLIRS |
|            |  |            |  |            |  |            |  |            |

A: Аланін

C: Цистеїн

D: Аспарагінова кислота

E: Глутамінова кислота

F: Фенілаланін

G: Гліцин

H: Гістидин

I: Ізолейцин

K: Лізин

L: Лейцин

M: Метіонін

N: Аспарагін

P: Пролін

Q: Глутамін

R: Аргінін

S: Серин

T: Треонін

V: Валін

W: Триптофан

Кодований геном білок за функціями належить до гідролаз, фосфопротеїнів. 
Задіяний у такому біологічному процесі, як альтернативний сплайсинг. 
Білок має сайт для зв'язування з нуклеотидами, іонами металів, іоном цинку, ГТФ. 
Локалізований у цитоплазмі, ядрі.